# イソマツ科
イソマツ科（イソマツか、Plumbaginaceae）は双子葉植物の科で、約24属800種の草本または低木（一部つる性）からなる。

## 特徴
花は放射相称の両性花。がくは筒状で乾燥し、結実時まで残る。花弁および雄蕊は5。雌蕊は5心皮からなり、花柱も5本に分かれる種もある。子房は上位1室で胚珠を1個だけ含む。果実は蒴果（横に裂開）または堅果。
世界的に広く熱帯から寒帯まで分布するが、乾燥や塩分に強い種が多く、特に地中海沿岸や中央アジアの乾燥地あるいは海岸に多い。日本にはイソマツ属のウコンイソマツ（南西諸島、さらに2変種・2品種に分類される）とハマサジ（東北地方南部以南）、センカクハマサジ（尖閣諸島・魚釣島固有種）、タイワンハマサジ（八重山列島・仲の神島）の4種が海岸に自生する。
花弁が白のほか赤、青、黄など美しい色をもつものが多く、アルメリア、ハナハマサジ（通称: スターチス）、ルリマツリなどが観賞用に栽培される。
従来は独立のイソマツ目とされていたが、分子系統解析の結果を基にするAPG植物分類体系ではタデ科と姉妹群であるとしてナデシコ目に入れている。

## 下位分類
20種類程度の属が認められる。
- アカントリモン属（Acantholimon）
- アルメリア属（Armeria）
  - ハマカンザシ（Armeria maritima）
- イコニコヴィア属（Ikonnikovia）
- イソマツ属（Limonium）
  - ウコンイソマツ（Limonium wrightii）
    - イソマツ（Limonium wrightii var. arbusculum）
    - ウスジロイソマツ（Limonium wrightii f. albo-lutescens）
    - シロバナイソマツ（Limonium wrightii f. albescens）

  - センカクハマサジ（Limonium senkakuense）
  - タイワンハマサジ（Limonium sinense）
  - ハナハマサジ（Limonium sinuatum）※スターチスとも
  - ハマサジ（Limonium tetragonum）
- エギアリティス属（Aegialitis）
- ケファロリズム属（Cephalorhizum）
- ケラトリモン属（Ceratolimon）
- ゴニオリモン属（Goniolimon）
- サハランサス属（Saharanthus）
- ディクティオリモン属（Dictyolimon）
- ネオゴントスカロヴィア属（Neogontscharovia）
- バミアニア属（Bamiania）
- ブキニクジア属（Bukiniczia）
- プルンバゲラ属（Plumbagella）
- ミリオリモン属（Myriolimon）
- ムエレロリモン属（Muellerolimon）
- リモニオプシス属（Limoniopsis）
- リモニストルム属（Limoniastrum）
- ルリマツリ属（Plumbago）
  - アカマツリ（Plumbago indica）
  - ルリマツリ（Plumbago auriculata）
- ルリマツリモドキ属（Ceratostigma）
  - アルタイルリマツリ（Ceratostigma willmottianum）
  - ブータンルリマツリ（Ceratostigma griffithii）
  - ルリマツリモドキ（Ceratostigma plumbaginoides）

## ギャラリー

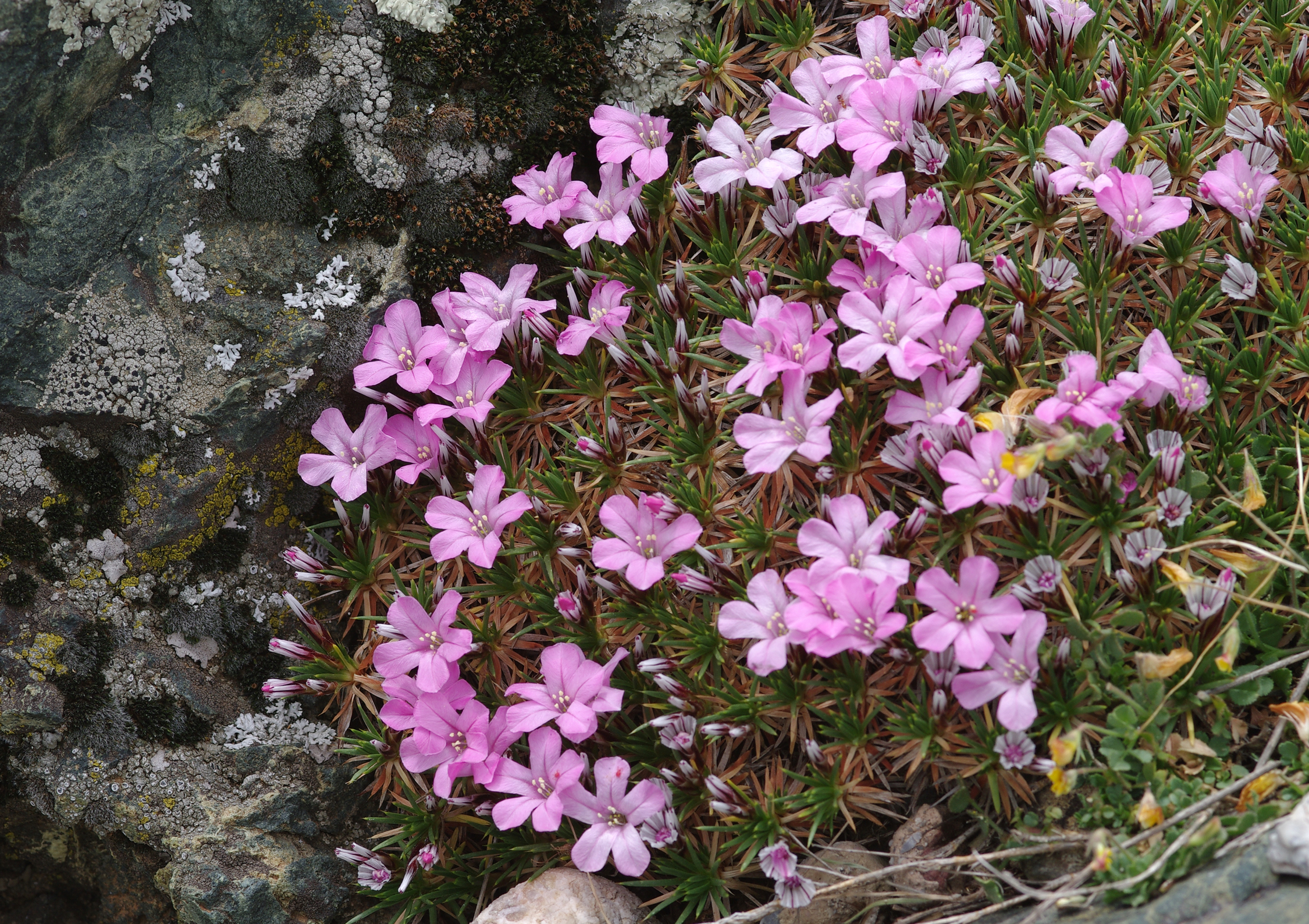
アカントリモン
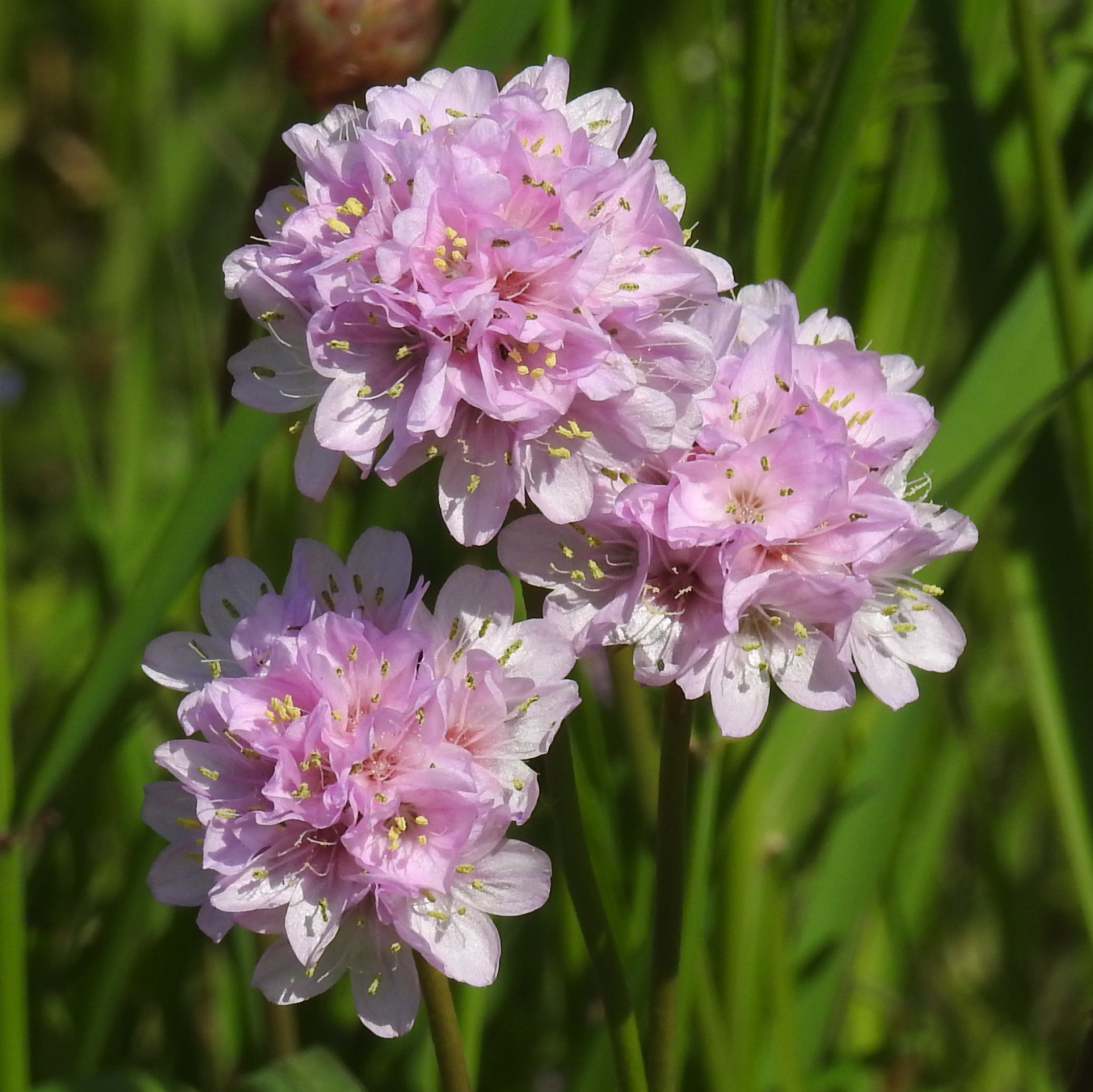
アルメリア（ハマカンザシ）
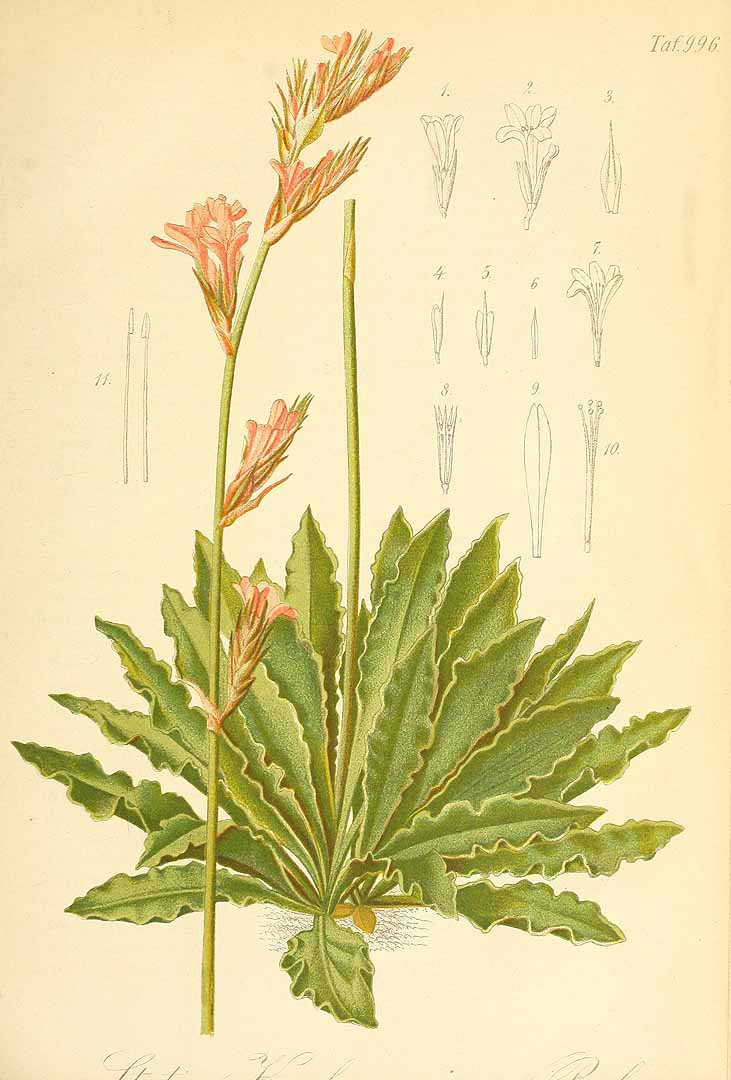
イコニコヴィア
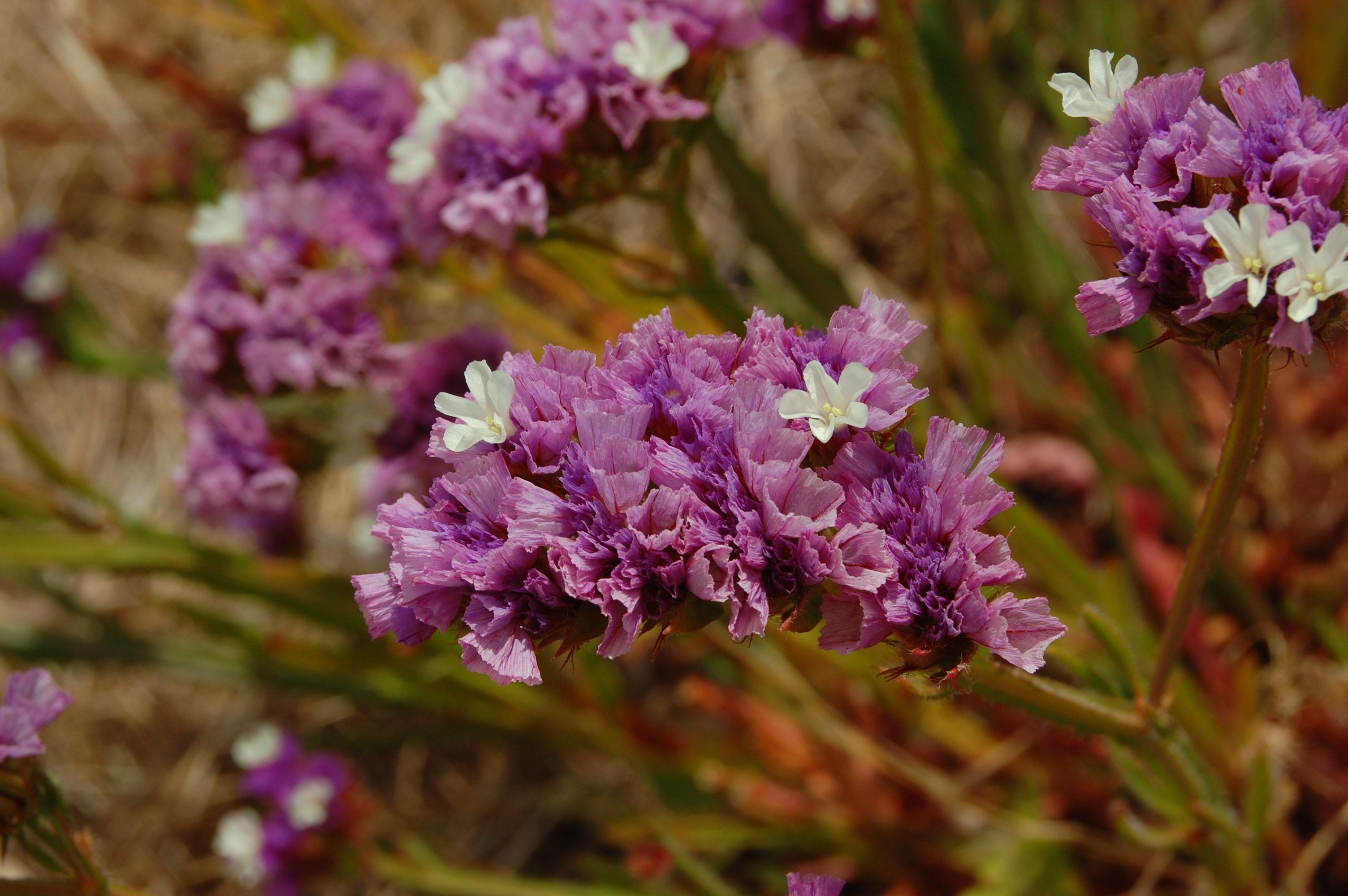
スターチス（ハナハマザジ）
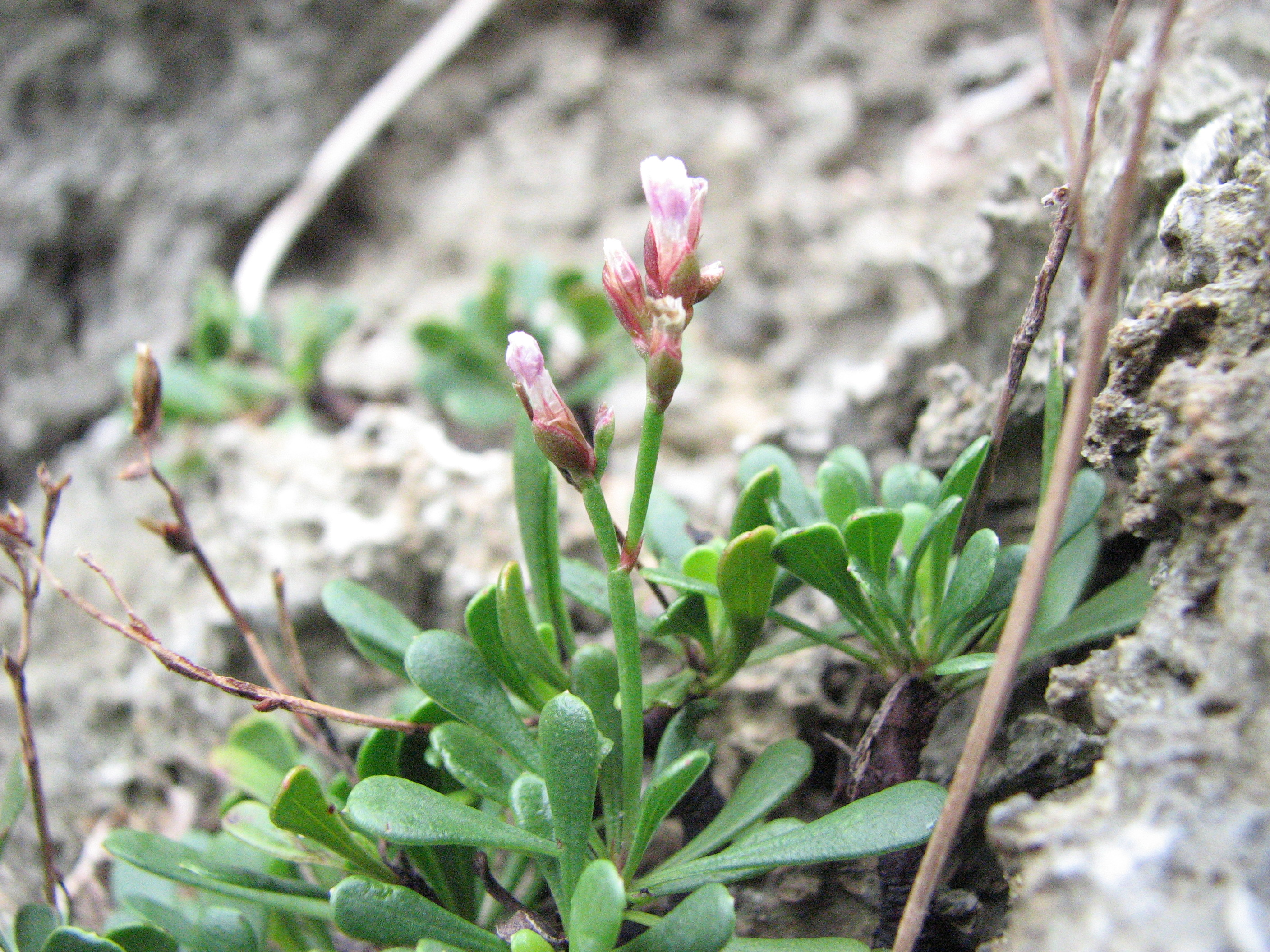
ウコンイソマツ
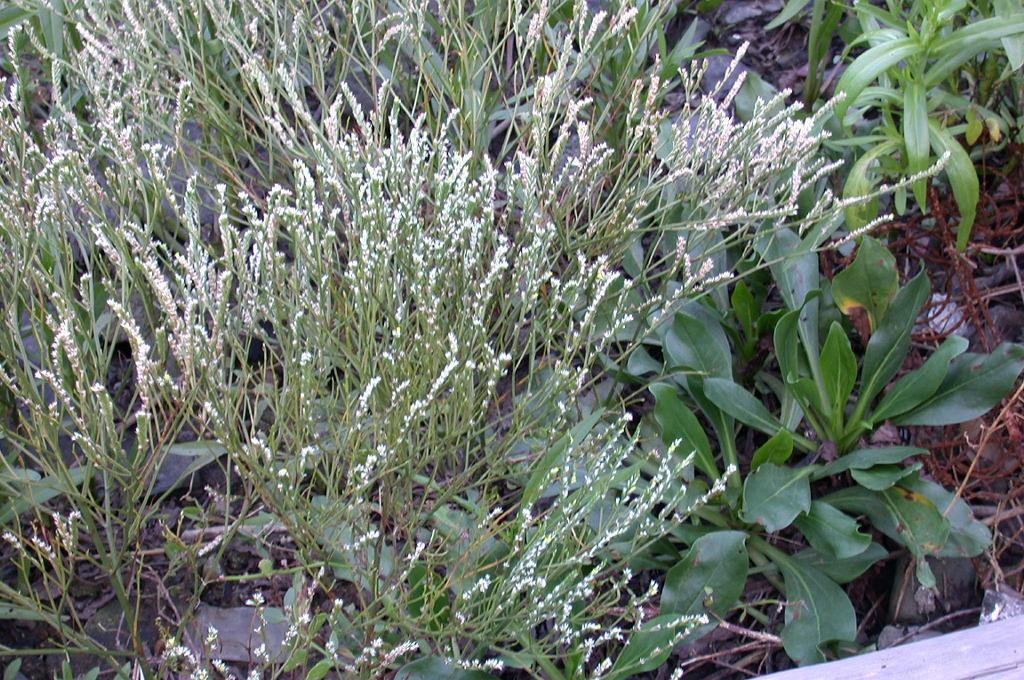
ハマサジ
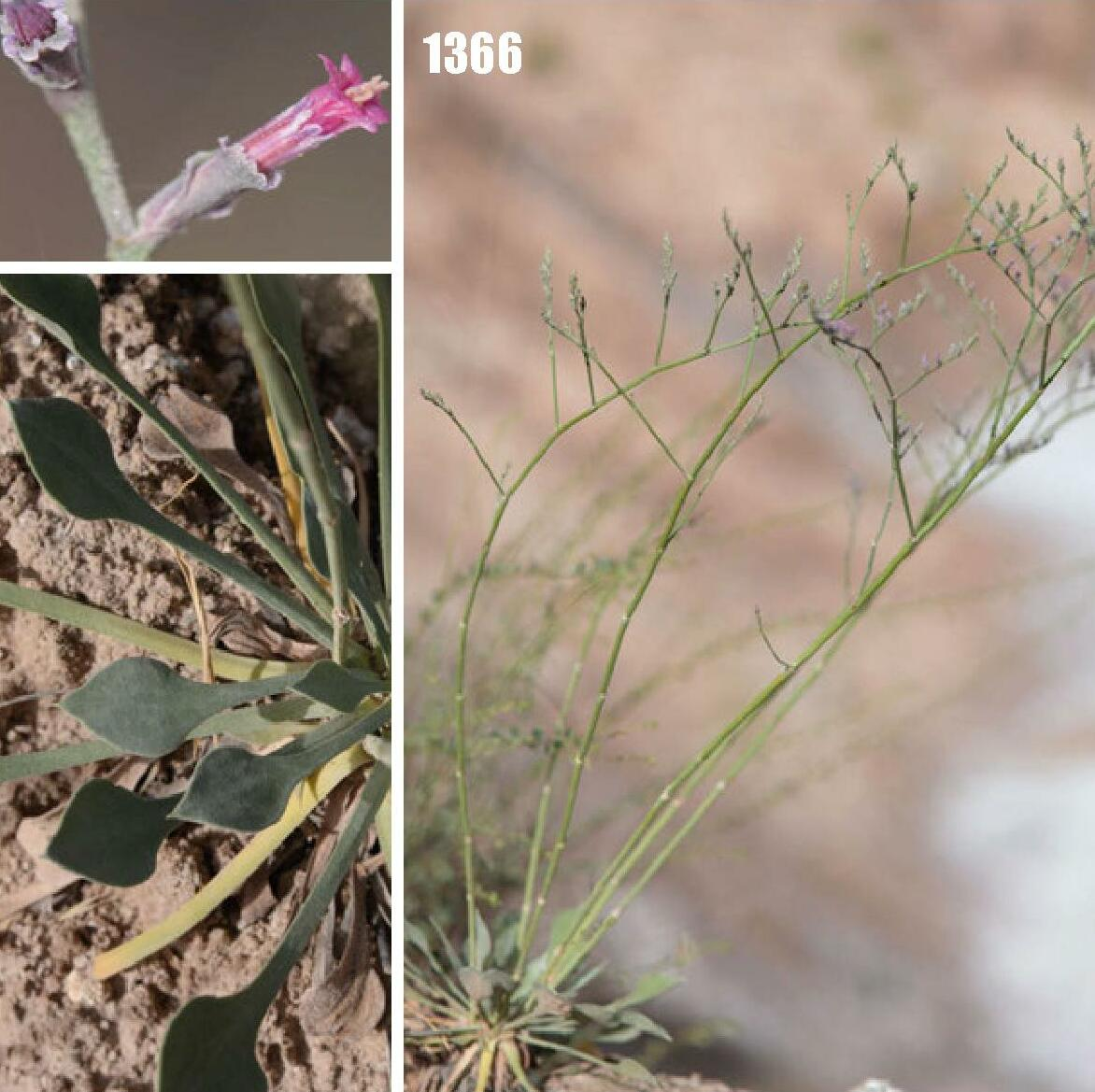
ケファロリズム
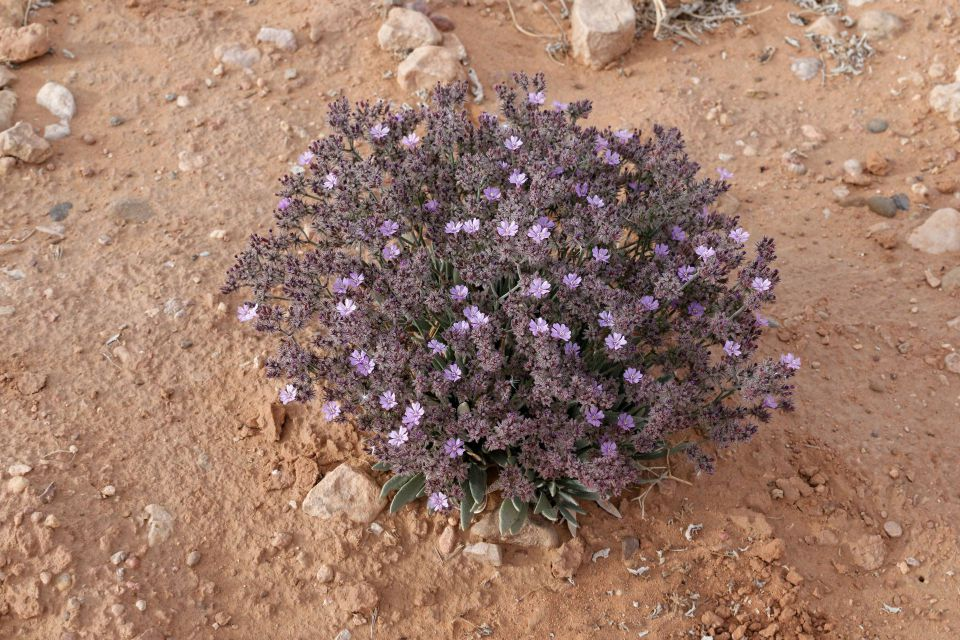
ケラトリモン
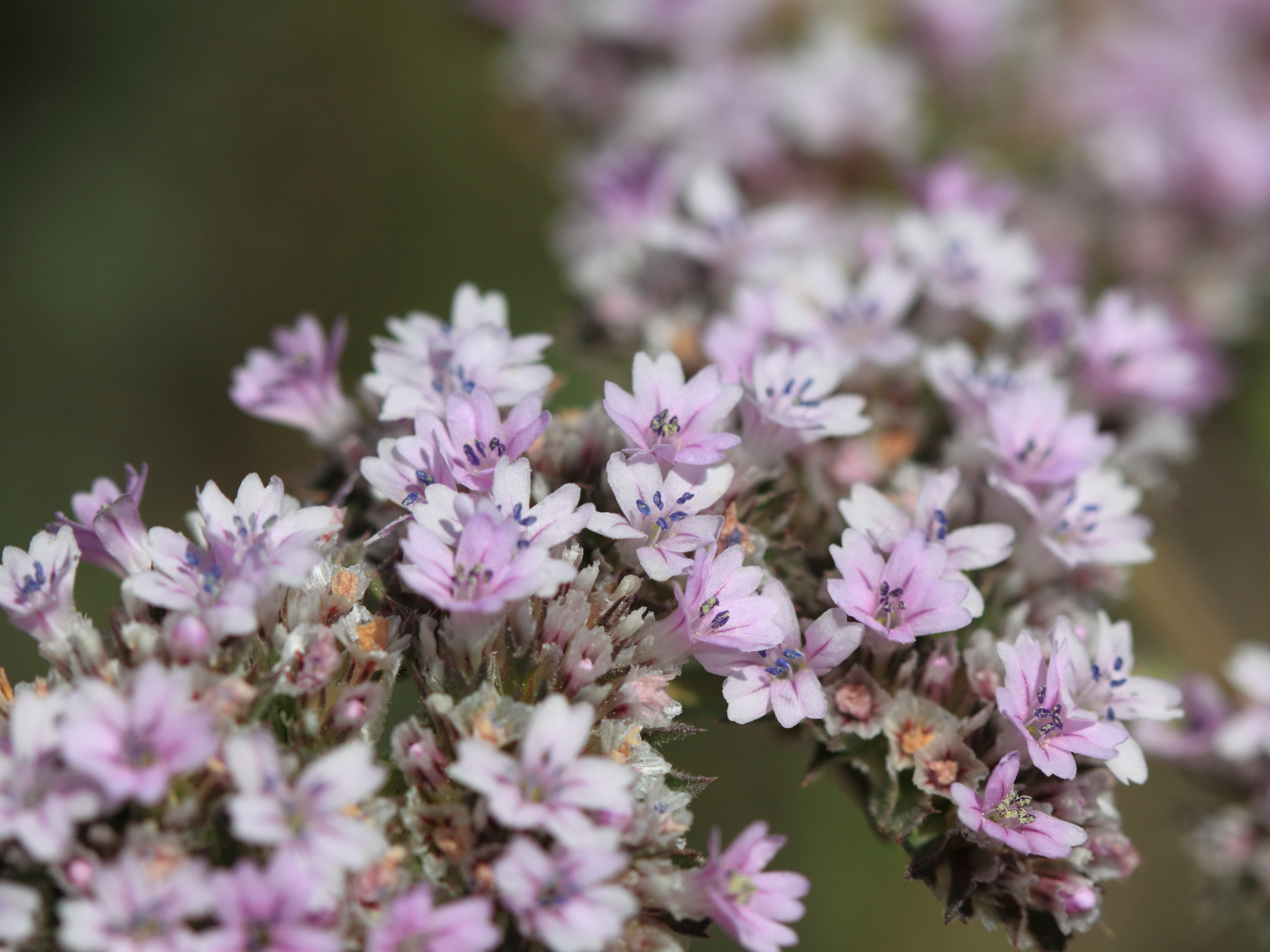
ゴニオリモン
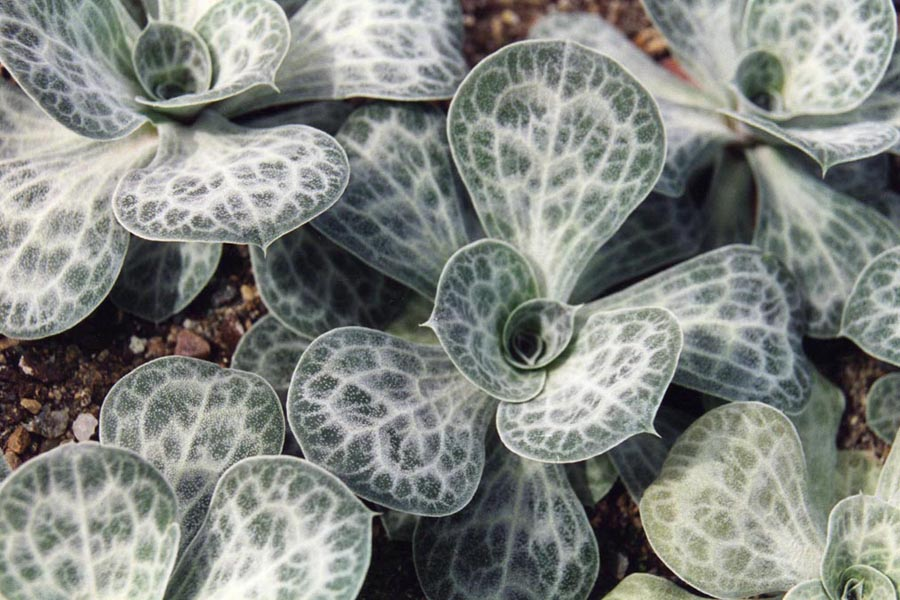
ディクティオリモン
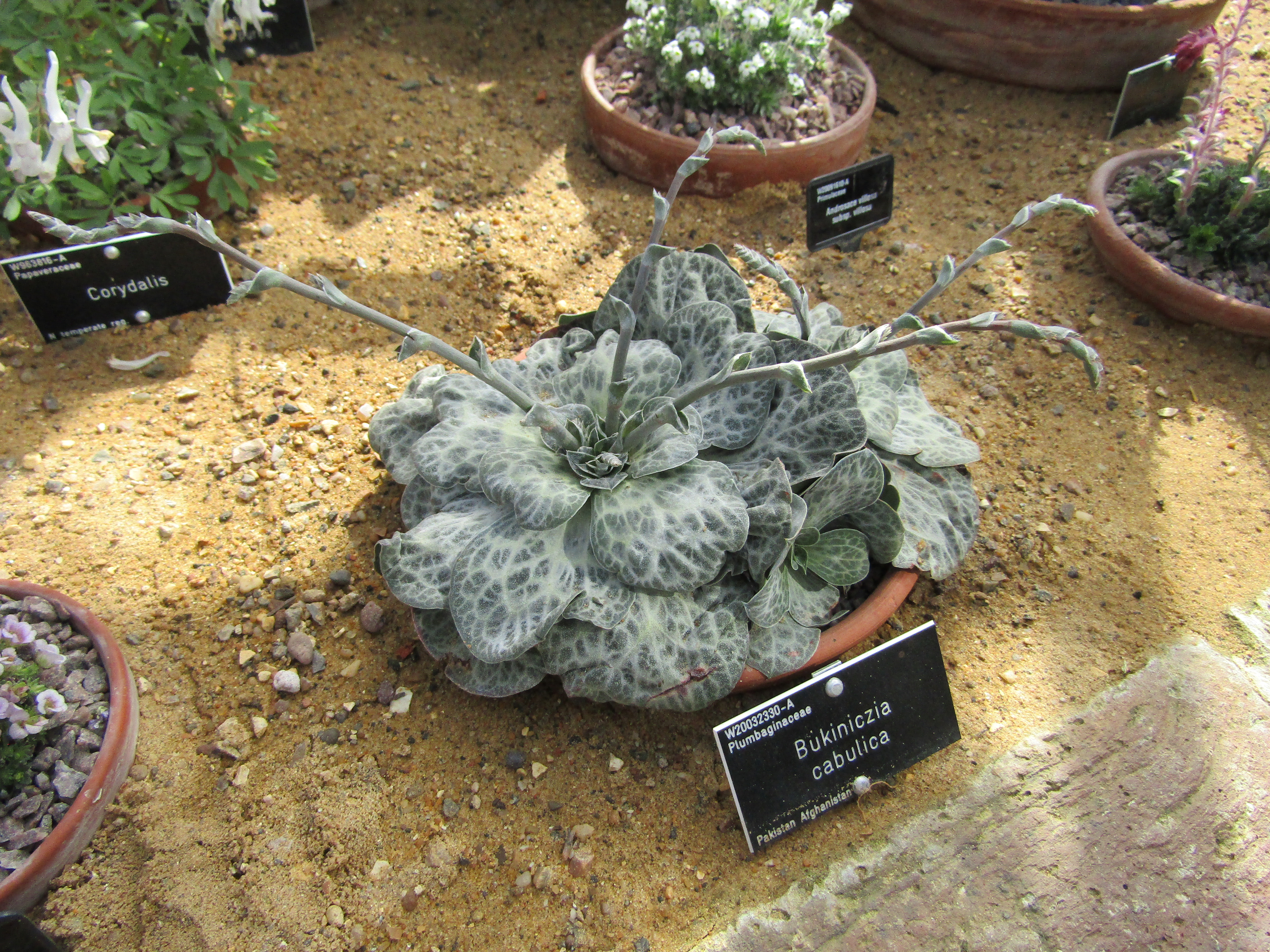
ブキニクジア
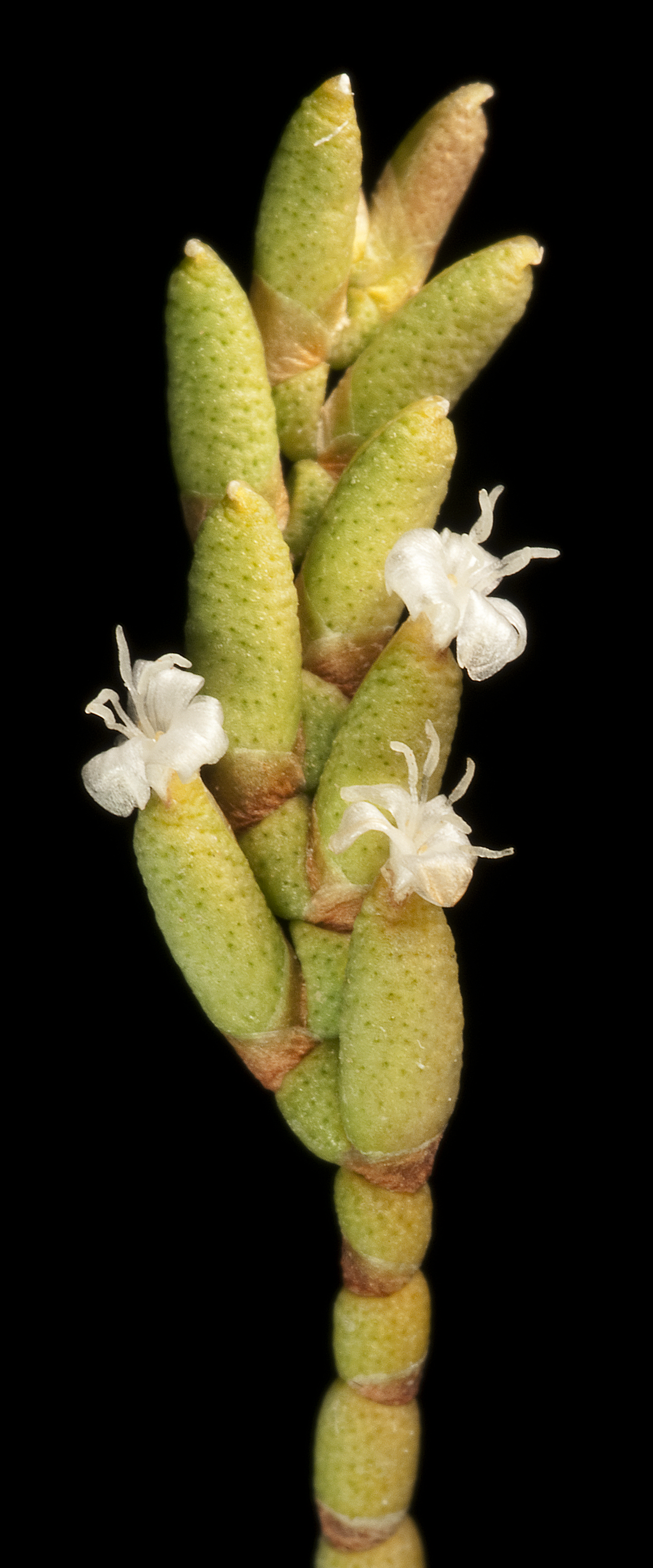
ムエレロリモン
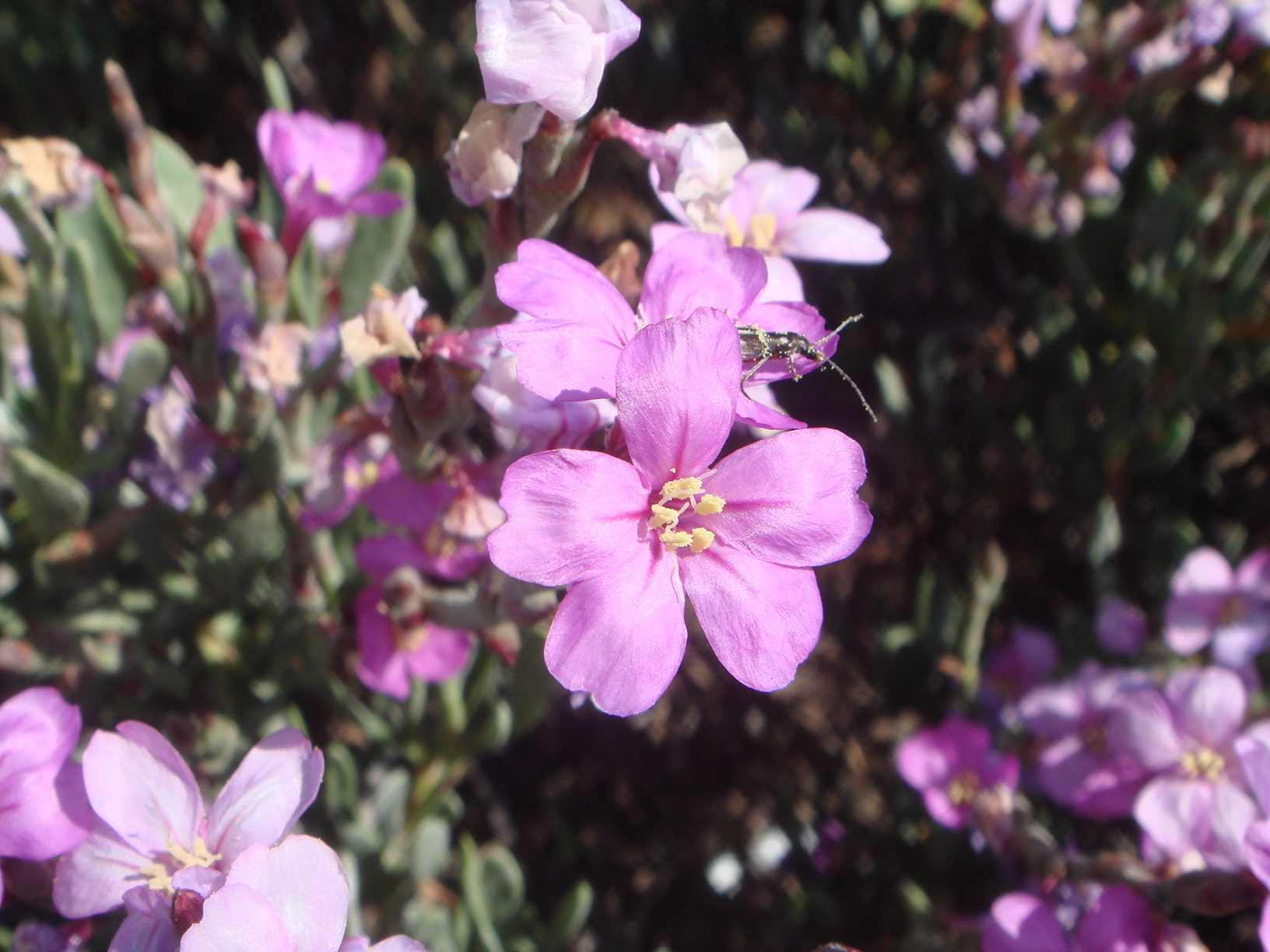
リモニアストルム
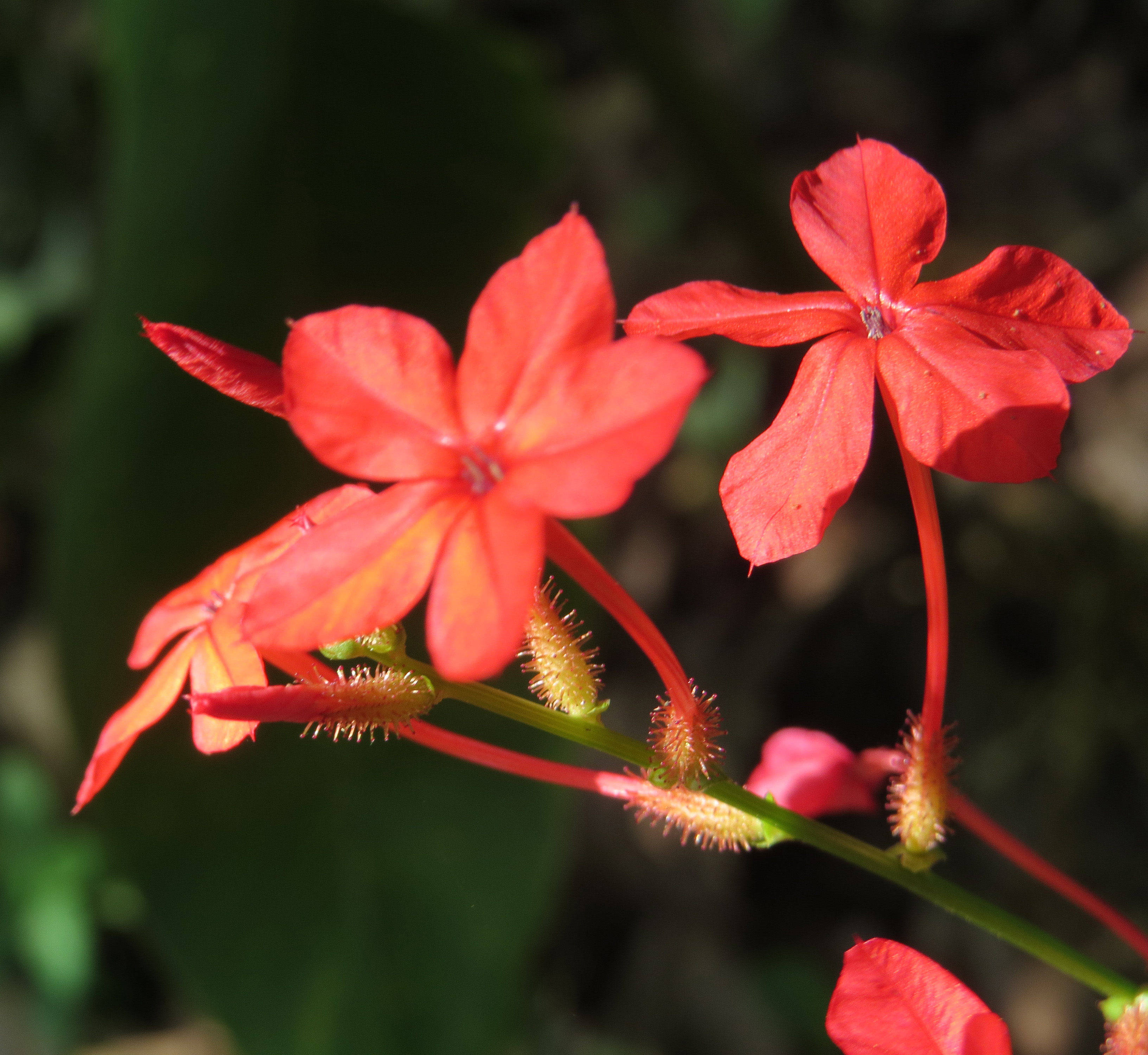
アカマツリ
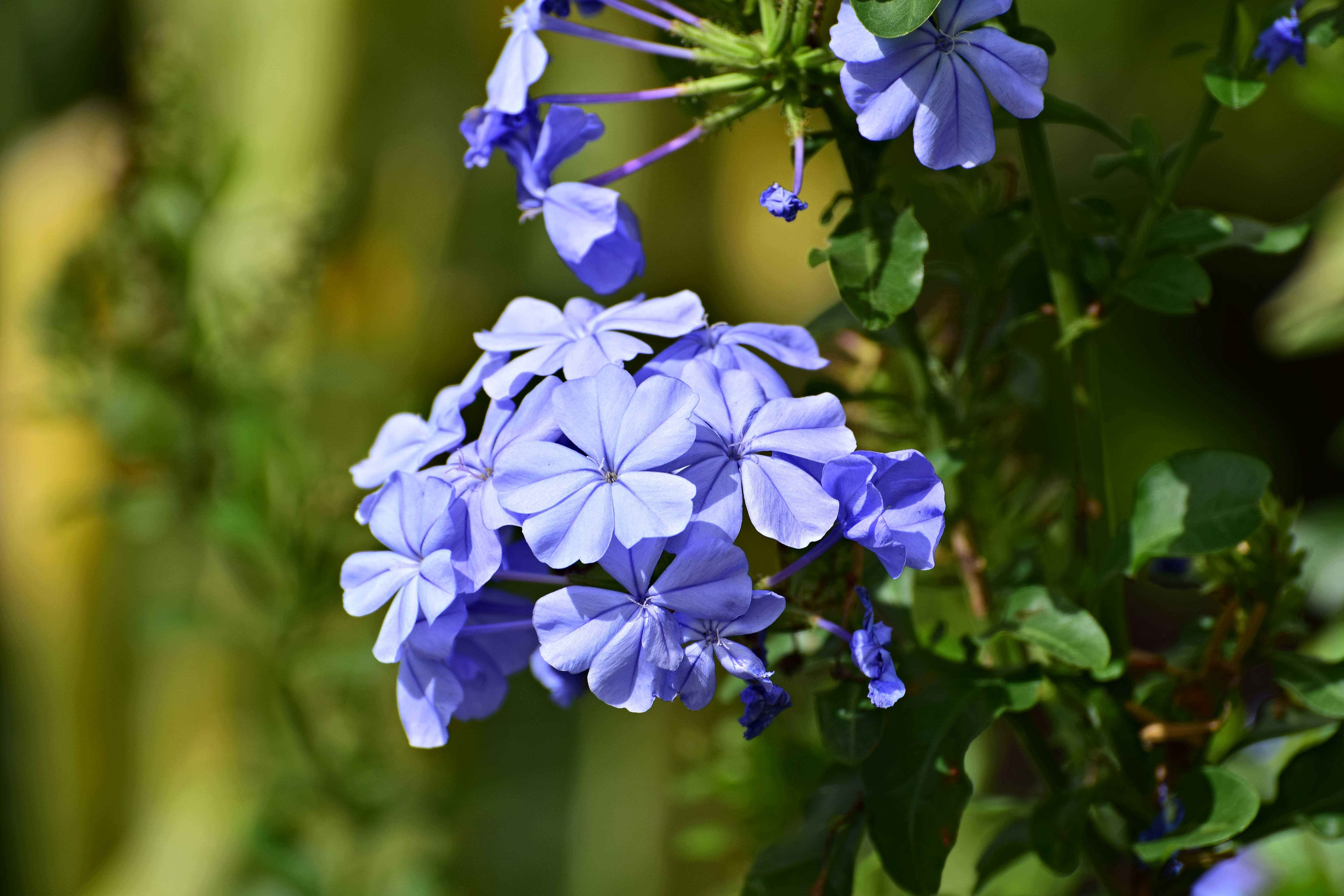
ルリマツリ
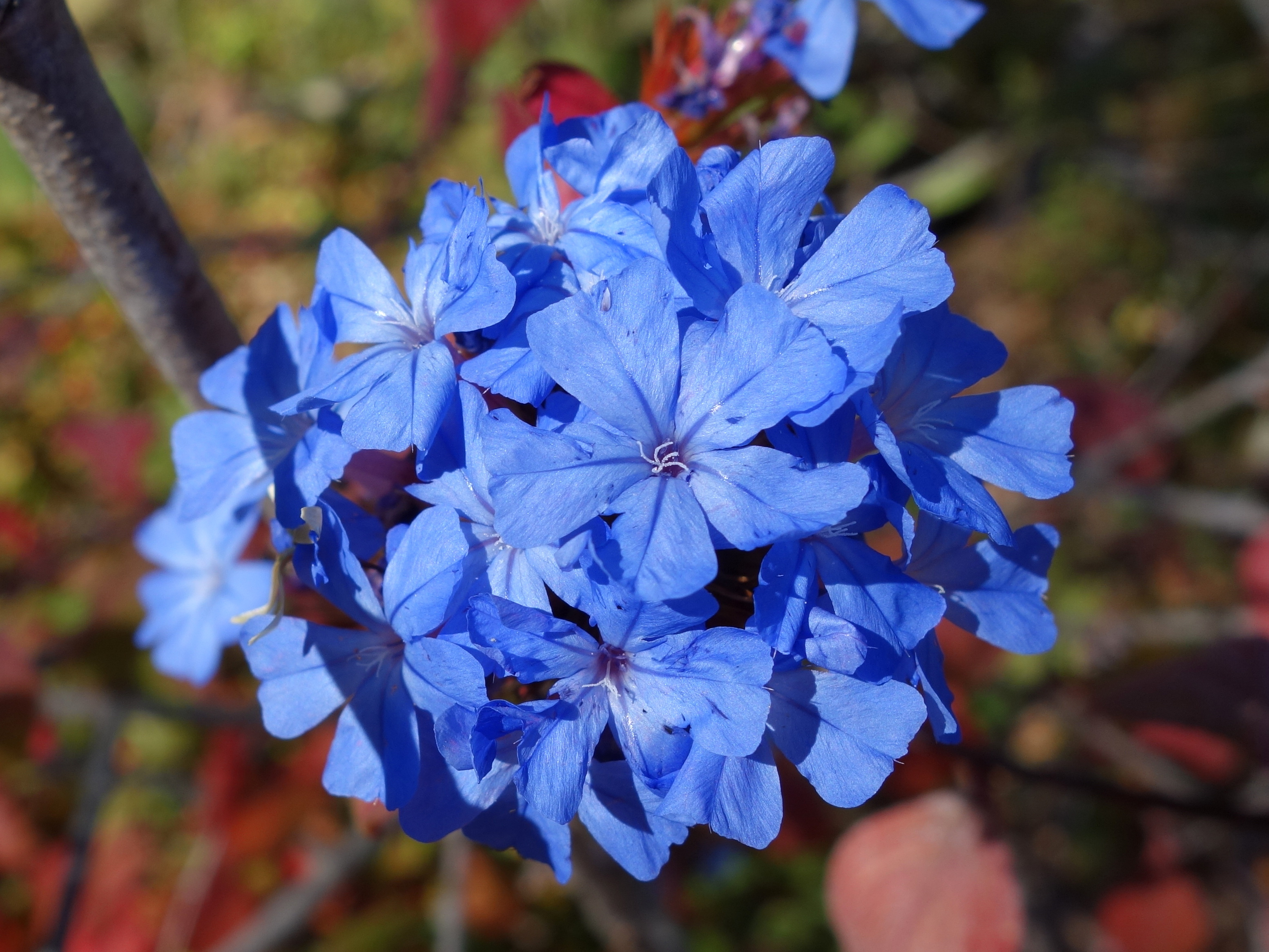
アルタイルリマツリ
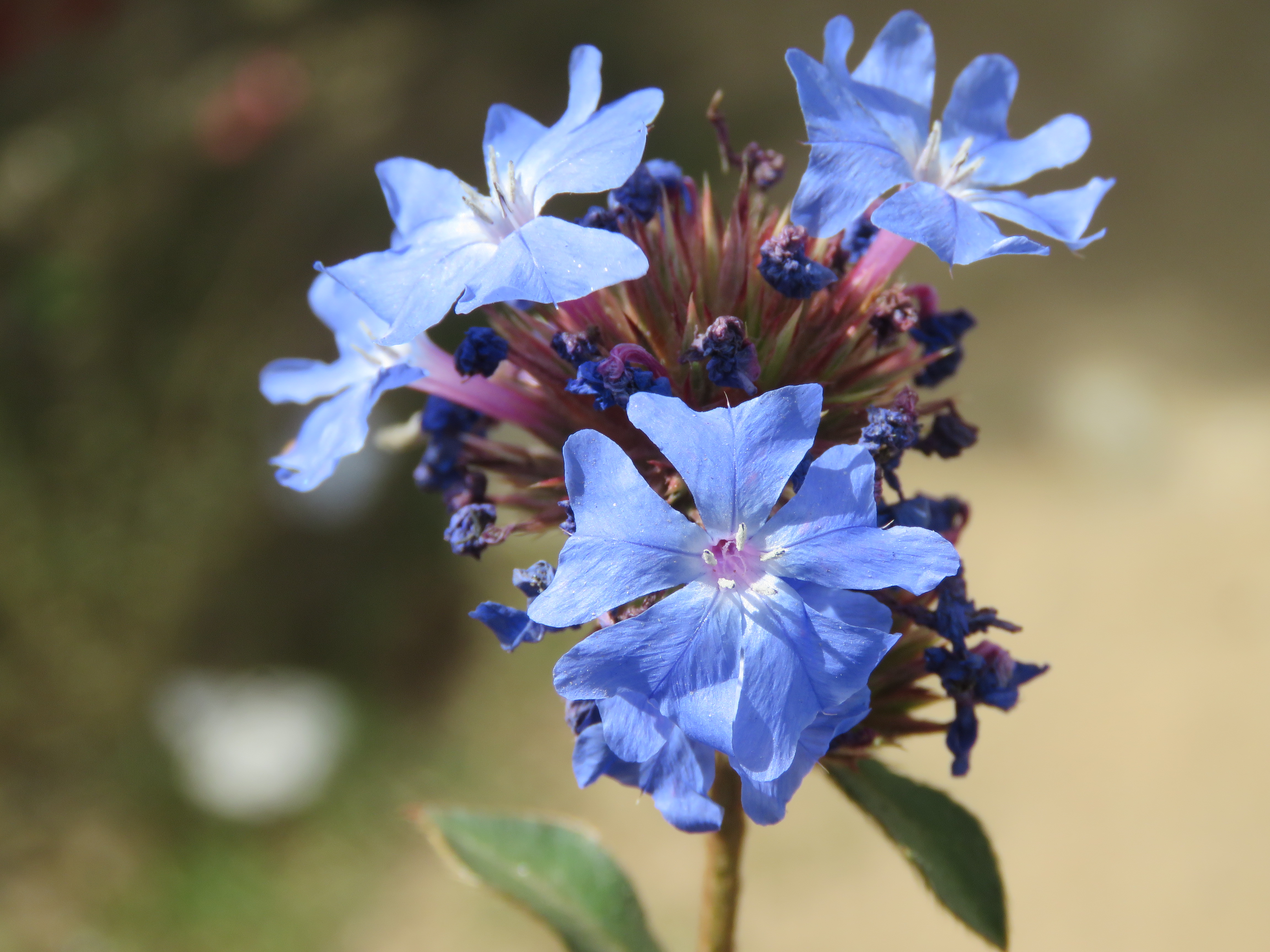
ブータンルリマツリ
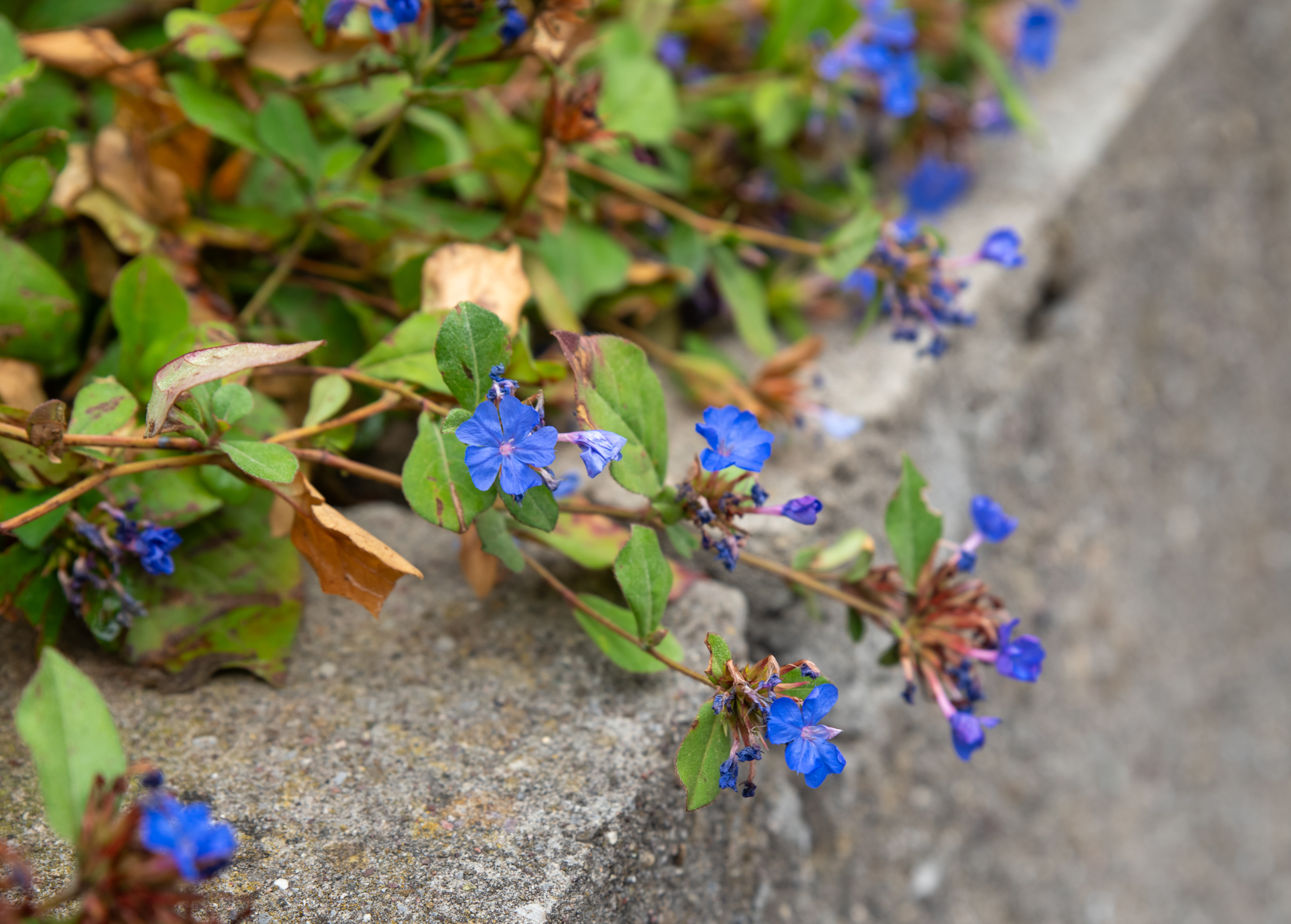
ルリマツリモドキ